# Karsy Duże
Karsy Duże – wieś w Polsce położona w województwie świętokrzyskim, w powiecie buskim, w gminie Pacanów.
Prywatna wieś szlachecka Karsy Wielkie, położona była w drugiej połowie XVI wieku w powiecie wiślickim województwa sandomierskiego. W latach 1975–1998 miejscowość administracyjnie należała do województwa kieleckiego.

## Historia
Wsie Karsy Duże jak i Karsy Małe są historycznie osadzone w wieku XV.
Potwierdza to zapis z XIX, który opisuje obie miejscowości a także powiązane z nimi miejscowości ościenne tworzące razem dobra rodowe jako : Karsy Małe i Karsy Duże
W 1827 r. Karsy Małe miały 12 domów, 70 mieszkańców, a Karsy Duże 17 domów, 119 mieszkańców
W XV w. Karsy Male należały do parafii Janina i miały dwóch dziedziców: Jana Karskiego i Jana Korzeniowskiego herbu Janina (Dług. II 380),
Karsy Duże zaś w parafii Pacanów należały do Piotra Pacanowskiego herbu Jelita (Dług. II 422).
Dobra Karsy Wielkie podług opisu z r. 1866 składają się z folwarków: Karsy Duże osady Pacanów i folwarku Dolny, dawniej miasta obecnie osady Pacanów, oraz wsi: Karsy Duże i Rataje Karskie.
Rozległość folwarczna wynosi mórg 994, grunta orne i ogrody mórg 692, łąk mórg 142, pastw. mórg 74, nieużytki i place mórg 86.
Osada Pacanów osad 201, z gruntem mórg 453.
Wieś Karsy Wielkie osad 12, z gruntem mórg 93; wieś Rataje Karskie osad 48, z gruntem mórg 262.
Dobra Karsy małe podług opisu z r. 1866 skladaja się z folwarków: Karsy Małe, Książnice, Komorów i Geza; wsi: Karsy Małe, Książnice i Komorów.
Rozległość folwarczna wynosi mórg 2160. Wieś Karsy Małe osad 20, z gruntem mórg 213; wieś Książnice osad 23, z gruntem mórg 213; wieś Komorów osad 58, z gr. mórg 769.